# Хильківка
Хилькі́вка —  село в Україні, у Хорольській міській громаді Лубенського району Полтавської області. Населення становить 658 осіб. До 2020 орган місцевого самоврядування — Хильківська сільська рада.

## Географія
Село Хильківка знаходиться за 1,5 км від лівому березі річки Рудка, вище за течією на відстані 2 км розташоване село Варварівка, нижче за течією на відстані 2,5 км розташоване село Мищенки. Через село проходить автомобільна дорога Т 1709.

## Історія
12 червня 2020 року, відповідно до розпорядження Кабінету Міністрів України № 721-р «Про визначення адміністративних центрів та затвердження територій територіальних громад Полтавської області», село увійшло до складу Хорольської міської громади..
19 липня 2020 року, в результаті адміністративно - територіальної реформи та ліквідації Хорольського району, село увійшло до складу новоутвореного Лубенського району.

## Економіка
- Молочно-товарна ферма.
- «Хильківський», сільськогосподарський ПК.

## Об'єкти соціальної сфери
- Школа.
- Будинок культури.
- Бібліотека.